# Эмьевиль
Эмьеви́ль (фр. Émiéville) — коммуна во Франции, находится в регионе Нижняя Нормандия. Департамент коммуны — Кальвадос. Входит в состав кантона Троарн. Округ коммуны — Кан.
Код INSEE коммуны — 14237.

## Население
Население коммуны на 2010 год составляло 548 человек.
| 1962 | 1968 | 1975 | 1982 | 1990 | 1999 | 2010 |
| ---- | ---- | ---- | ---- | ---- | ---- | ---- |
| 237  | 198  | 255  | 280  | 356  | 349  | 548  |

## Экономика
В 2010 году среди 362 человек трудоспособного возраста (15—64 лет) 296 были экономически активными, 66 — неактивными (показатель активности — 81,8 %, в 1999 году было 71,5 %). Из 296 активных жителей работали 280 человек (145 мужчин и 135 женщин), безработных было 16 (10 мужчин и 6 женщин). Среди 66 неактивных 24 человека были учениками или студентами, 29 — пенсионерами, 13 были неактивными по другим причинам.